# Aizen-Myoo

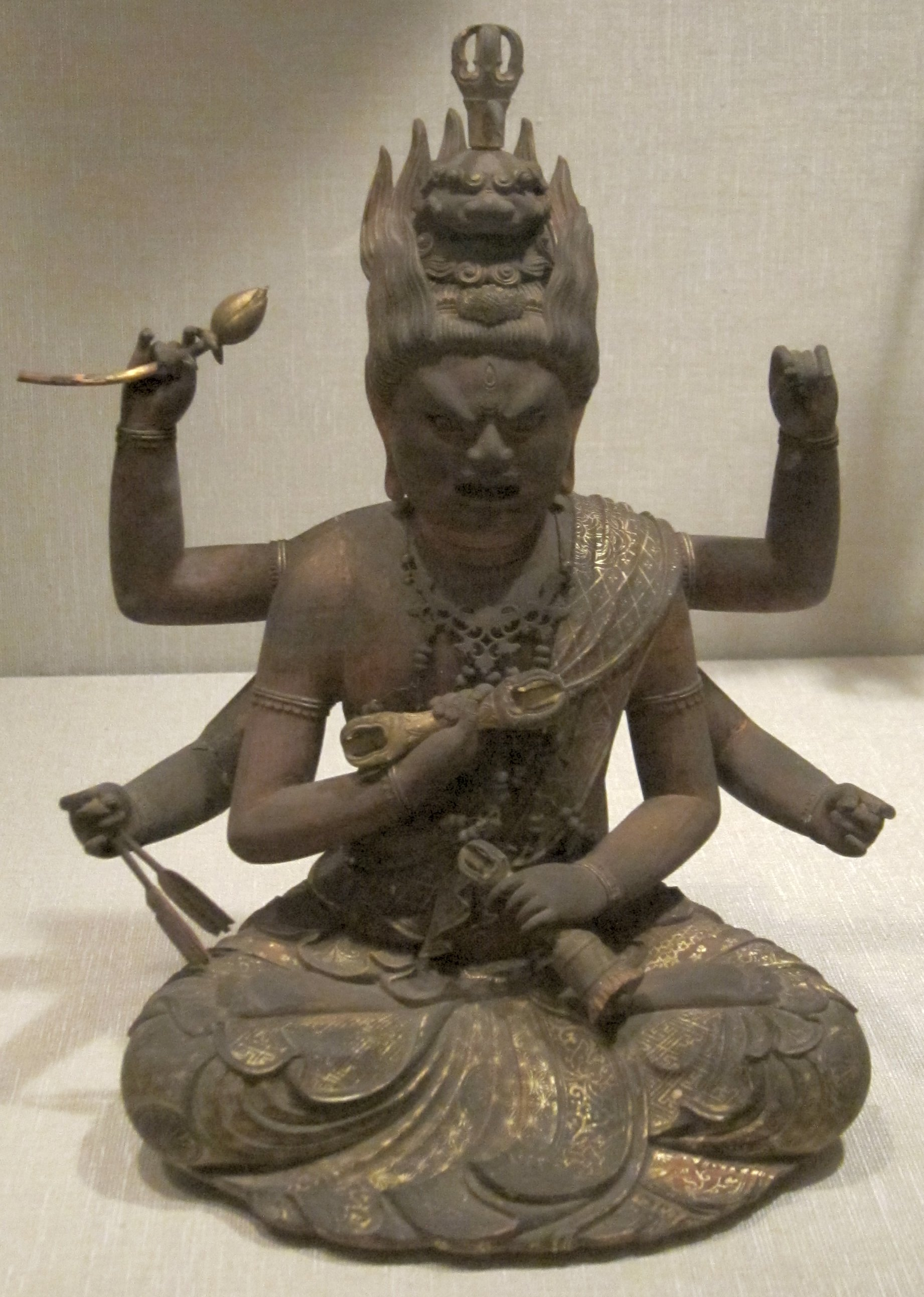
Aizen-Myoo

Aizen-Myoo är i japansk mytologi en gud förknippad med både fysisk och intellektuell lidelse.
Aizen-Myoo framställdes som en gestalt med skräckinjagande yttre men betraktades som vänligt sinnad mot människorna. Han representerade övergången från sexuell frigjordhet och sann kunskap.